# Alphataurus
Gli Alphataurus sono un gruppo musicale rock progressivo italiano formatosi nel 1970.
La loro produzione musicale è caratterizzata da brani con elaborate progressioni musicali, arrangiamenti articolati e testi evocativi.

## Storia

### La nascita e il primo album
La band si formò a Milano nei primi anni settanta, durante la nascita del movimento rock progressivo internazionale. La formazione iniziale era composta da Pietro Pellegrini (tastiere), Michele Bavaro (voce), Guido Wassermann (chitarra), Alfonso Oliva (basso) e Giorgio Santandrea (batteria). Il nome del gruppo fu scelto in omaggio all'omonima stella della costellazione del Toro, su idea della sorella di Pellegrini. Il gruppo iniziò con un'intensa attività live, proponendo un repertorio di musica progressiva anglosassone (fra cui brani dei Genesis e degli Emerson, Lake & Palmer), e dalla cui esperienza e influenza nacquero poi i primi brani originali della band. Con queste composizioni originali, nell'estate del 1972 gli Alphataurus presero parte ad alcuni importanti festival italiani, fra i quali il Primo Davoli Pop di Reggio Emilia e il Palermo Pop '72, dove furono notati da Vittorio De Scalzi, che decise di scritturarli.
Il primo album della band fu pubblicato nel 1973, prodotto dalla neonata etichetta Magma, fondata da Vittorio De Scalzi dei New Trolls. Nell'album, dal titolo omonimo al nome del gruppo, i brani erano contraddistinti da elaborazioni armoniche articolate, distanti dallo stile dei gruppi dell'epoca. Come copertina del disco fu utilizzata un'opera specificamente realizzata dal pittore Adriano Marangoni, il quale realizzerà poi anche quelle per Live in Bloom e AttosecondO. L'album è considerato uno dei capisaldi del prog italiano ed è incluso nell'Enciclopedia del rock italiano. Dopo la pubblicazione dell'album la band proseguì l'attività dal vivo, partecipando anche al Festival di Musica Popolare di Roma e al Primo Concerto d'Avanguardia di Palermo nel 1973, dividendo il palco coi New Trolls, i Latte e Miele, i Delirium, i Van der Graaf Generator, i The Trip, Mia Martini, Lee Jackson e altri.
Nel 1974, tuttavia, così come avvenne a molte band dei primi anni settanta, il gruppo si sciolse: mentre avevano già iniziato le registrazioni per il nuovo album, il chitarrista ebbe alcuni problemi familiari, e il periodo di distanza portò gli Alphataurus a separarsi e impegnarsi in strade diverse. Pellegrini si specializzò nell'uso del synth (per Finardi, Battiato, De André), Santandrea suonò con altri gruppi fra i quali i Crystals, Wassermann collaborò con Drupi e poi coi Goad, Bavaro si dedicò invece con un certo successo al mercato internazionale.

### L'album del 1992
Nei primi anni '90, i brani lasciati incompiuti negli anni '70 dal gruppo furono riscoperti da Mellow Records, che li raccolse e pubblicò nel 1992 in forma di album, col titolo di Dietro l'uragano. Al progetto partecipò il tastierista Pietro Pellegrini, che estrasse i brani da lui conservati su un registratore stereo Akai dell'epoca e li restaurò per permetterne un'adeguata pubblicazione. Poiché le parti di voce solista avrebbero dovuto essere registrate una volta completate le varie tracce musicali, si tratta quasi interamente di un album strumentale.

### Lareuniondel gruppo

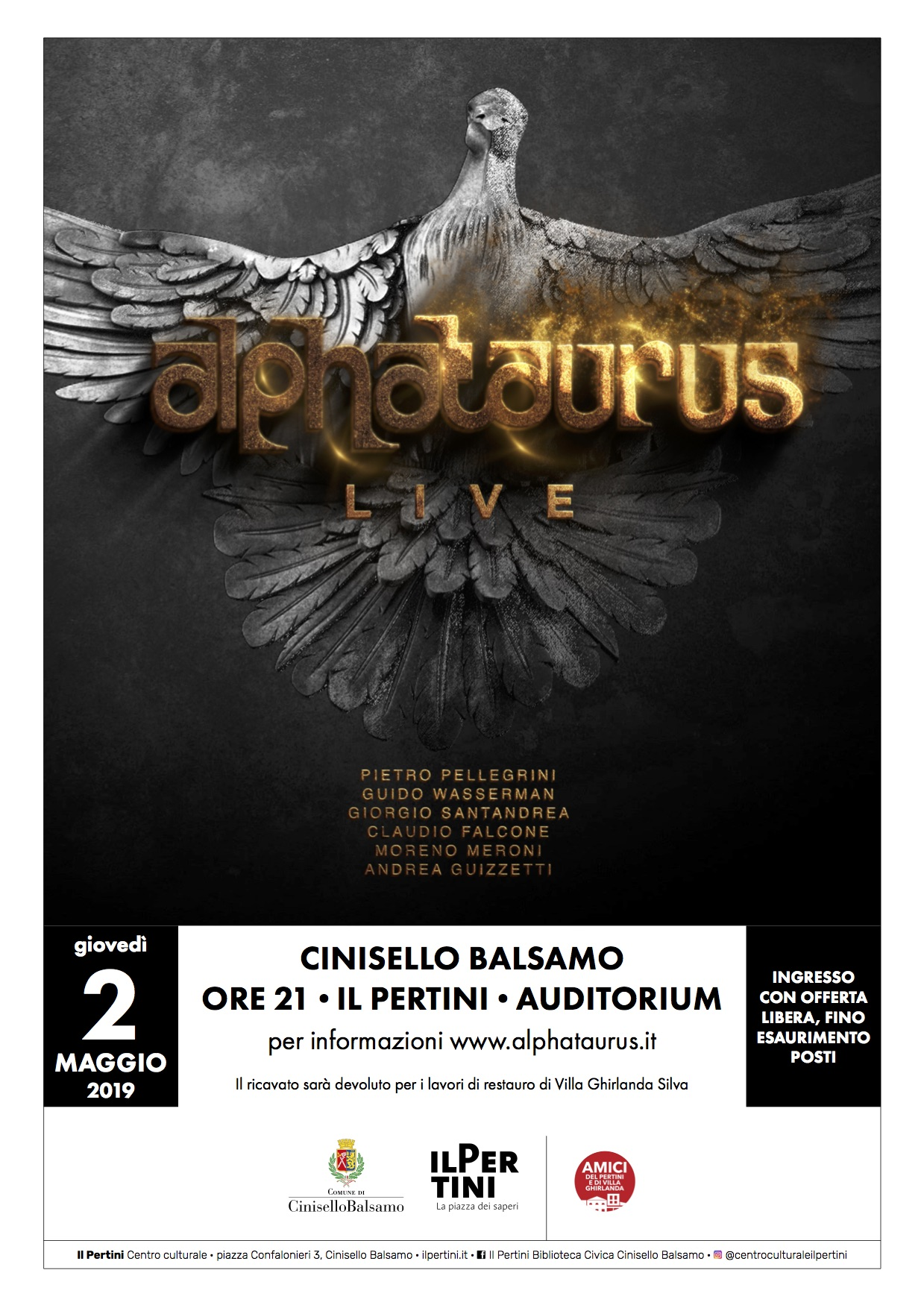
Locandina in occasione del concerto all'Auditorium Pertini di Cinisello Balsamo

Nel 2009 Pellegrini e Wassermann iniziarono la ricostituzione della band, per il ritorno sulla scena e la realizzazione di un nuovo album con composizioni edite e inedite. Anche Santandrea rientrò nel gruppo, mentre Oliva e Bavaro dovettero rinunciare, prevalentemente perché geograficamente distanti dal centro di attività principale della band, Milano. Entrarono quindi nel gruppo nuovi elementi, fra cui un secondo tastierista, per meglio riprodurre in concerto le sonorità della band.
La reunion ufficiale si concretizzò in occasione del Progvention 2010, evento dedicato alla musica progressive anni settanta tenutosi nel novembre 2010, coi Locanda delle Fate e i Garybaldi. Da questo concerto venne tratto l'album Live in Bloom, pubblicato nel marzo 2012. A fine 2011 Santandrea lasciò la formazione e al suo posto entrò Alessandro "Pacho" Rossi, che poco dopo prese parte alle registrazioni del nuovo album in studio della band, AttosecondO, pubblicato nel settembre 2012 con positivi riscontri di critica. Durante il corso del 2013 due dei nuovi ingressi, Rigamonti e "Pacho" Rossi, lasciarono la band e furono sostituiti rispettivamente da Marco Albanese e Diego Mariani.
Nel 2014 la band pubblicò un nuovo album live, Prime Numbers, composto da quattro lunghe tracce, per una durata complessiva di circa cinquanta minuti, edito sia in versione CD, sia in versione CD + DVD con sette ulteriori tracce. Nello stesso anno l'etichetta Disk Union ne pubblicò una edizione speciale per il mercato giapponese in doppio CD e DVD, con 15 tracce totali. Nel 2015 anche Bavaro, voce solista della formazione originale, rientrò momentaneamente nel gruppo in occasione di un evento all'Anfiteatro della Pace di Bari.
Ripresa con una certa costanza l'attività live, nel 2018 il gruppo ha preso parte allo StratosFestival presso il Parco Increa di Brugherio. Nell'aprile del 2019 ha partecipato alla Bottega del Prog al Teatro Don Bosco di Varazze, con la Giorgio Fico Piazza band (PFM). Nel maggio 2019 il gruppo ha realizzato un concerto a scopo benefico presso l'Auditorium Pertini, col patrocinio del comune di Cinisello Balsamo. Nel 2021 è entrato nella band Franco Giaffreda. Il 21 dicembre 2022 il cantante Michele Bavaro ha annunciato la morte del bassista Alfonso Oliva, uno dei cinque membri fondatori del gruppo. Il 29 novembre 2023, la band annuncia la morte del chitarrista e fondatore della band Guido Wassermann e il 14 maggio 2024 quella della prima voce storica della band, Michele Bavaro.

## Formazione

### Formazione originale
- Michele Bavaro - voce
- Alfonso Oliva - basso
- Pietro Pellegrini - tastiere
- Giorgio Santandrea - batteria
- Guido Wassermann - chitarra

### Formazione attuale
- Pietro Pellegrini - Hammond, sintetizzatore
- Franco Giaffreda - voce solista, chitarra
- Andrea Guizzetti - pianoforte, tastiere, voce
- Diego Mariani - batteria, percussioni, voce
- Tony Alemanno - basso, voce

## Discografia

### Album
- 1973 – Alphataurus
- 1992 – Dietro l'uragano
- 2012 – AttosecondO
- 2012 – Live in Bloom
- 2014 – Prime Numbers
- 2024 – 2084: Viaggio nel Nulla